# Sint-Olafkerk (Jomala)

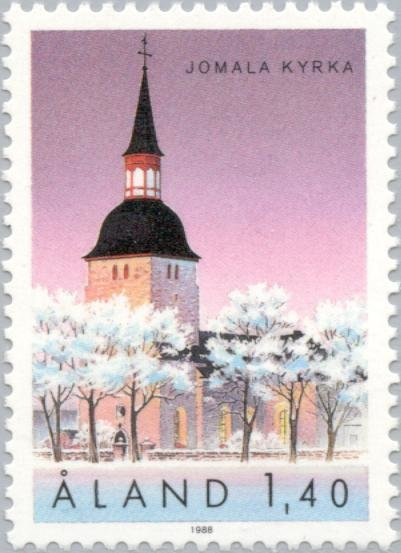
De kerk afgebeeld op een Ålandse postzegel uit 1988.

De Sint-Olafkerk is de oudste kerk in de autonome Finse regio Åland, gelegen in de gemeente Jomala op het hoofdeiland van Åland.
De kerk is gewijd aan Olaf de Heilige en ligt pal naast een groot grafveld uit de ijzertijd. De kerk is gebouwd van lokaal rood Rapakivi-graniet met elementen van kalksteen en een dak van houtspanen. Vermoed wordt dat deze kerk het enige kerkgebouw op Fins grondgebied is dat oorspronkelijk gebouwd is in romaanse stijl. Waarschijnlijk is het ook het oudste nog bestaande stenen bouwwerk in heel Finland.

## Geschiedenis
Op de site zijn veel aanwijzingen dat er al in het begin van de 13e eeuw kerkelijke activiteit is geweest. Er is echter geen indicatie gevonden van een eerdere houten kerk, wat bij veel andere stenen kerken wel het geval is. Een archeologische vondst, de zogenaamde 'Jomala-leeuw', is een beeld van kalksteen, die een leeuw uitbeeldt met een menselijk hoofd in de bek. Dit beeld, waarvan de betekenis en functie nog niet is opgehelderd, dateert uit dezelfde periode, evenals 18 munten die hier werden opgegraven. Het beeld en de munten bevinden zich momenteel in het Ålandmuseum.
Onder en rondom de kerk zijn in 1949 enkele onderzoeken gedaan; een restauratie in 1961 gaf een unieke kans om veel uitgebreidere archeologische opgravingen te verrichten. Deze hebben veel informatie aan het licht gebracht: er werd ontdekt dat het oorspronkelijke middeleeuwse fundament, dat kon worden gedateerd op 1275-1285, nog grotendeels intact was, en dat heeft een goed beeld gegeven van de oorspronkelijke bouw. Ook werden grote hoeveelheden scherven van beschilderd glas (van glas in lood) gevonden die ook uit die periode dateren.
In de vroegste kerk stonden de toren (1280), het schip en het koor in een lijn van west naar oost en waren ze alle drie breder dan lang. Het kerkportaal en de sacristie werden later aan de zuid- en noordkant aangebouwd, waarschijnlijk pas in de 15e eeuw. Tegenwoordig heeft de kerk een ingang aan de westzijde die weer later is aangebouwd. In de late Middeleeuwen werd de toren verhoogd, waarschijnlijk in de late 15e of vroege 16e eeuw. De huidige vorm kreeg de toren in 1749, nadat de oude torenspits door een storm verloren was gegaan.
Van 1824 tot 1844 werden het oude priesterkoor en het voorportaal afgebroken en vervangen door een transept aan de oostzijde, waardoor het kerkgebouw haar huidige merkwaardige T-vorm kreeg. De oude middeleeuwse sacristie werd in 1852 afgebroken. In 1884 werd het dak van het schip verlaagd en minder steil gemaakt, om het beter aan te laten sluiten op het nieuw gebouwde transept. Veel gewelven en daarop aangebrachte kunstwerken zijn toen verloren gegaan.
Dankzij bewaard gebleven tekeningen uit 1808, meettekeningen uit 1871 en geschreven bronnen is het relatief goed mogelijk geweest om een reconstructie te maken van hoe het gebouw er in de middeleeuwen uitgezien heeft.

## Muurschilderingen
De kerk kreeg in de jaren 1280 jong-gotische muurschilderingen in geel, blauw, groen en rood. Op de westgevel van het schip is onder meer het Laatste oordeel te zien. Ook onder de boog van de toren zijn nog meerdere oorspronkelijke wandschilderingen te zien, die de Gelijkenis van de verloren zoon uitbeelden. De oude schilderingen zijn waarschijnlijk in de 17e eeuw overgeschilderd geweest, en in de jaren 1930 weer vrijgelegd.

## Inventaris
Het inventaris omvat:
- Een kruisbeeld uit Gotland uit het eind van de 13e eeuw. In de 14e eeuw werden, conform de gewoonte van die tijd, bloedvlekken toegevoegd. Het kruisbeeld had beweegbare armen, blijkbaar voor gebruik in liturgisch drama.
- Een eikenhouten beeld van rond 1300 dat oorspronkelijk een Mariabeeld was maar later is veranderd in Sint-Anna.
- Een beeld van Maria met het kindje Jezus.
- Fragment van een Baltisch altaarkabinet uit de 15e eeuw.
- Een kalkstenen doopvont uit Gotland uit het midden van de 13e eeuw. Oorspronkelijk was dat in veel kleuren geschilderd, maar die kleuren zijn niet meer te herkennen.
- Een altaarstuk met de afbeelding van Jezus die een storm tot bedaren brengt, werd geschilderd door Alexandra Sält in 1900.
- Middenin de kerk hangt een model van een zeilschip. Dit is een geschenk van zeelieden uit Karlskrona, uit de late 17e of vroege 18e eeuw.
- Het moderne glas in lood in het voorportaal beeldt Sint Olof uit, de beschermheilige van Jomala. Het is een geschenk uit 1968 van de Amerikaanse kunstenaar Ture Bengtz, wiens voorouders van Jomala vandaan kwamen.
- Het opvallend asymmetrische kerkorgel is gebouwd in de jaren 1870 door de Deense orgelbouwer Jens Zachariassen. Oorspronkelijk stond het op een verhoging in het westen die inmiddels gesloopt is.